# Phymatolithon tenuissimum
Phymatolithon tenuissimum (Foslie) W.H.Adey, 1970  é o nome botânico  de uma espécie de algas vermelhas  pluricelulares do gênero Phymatolithon, subfamília Melobesioideae.
- São algas marinhas encontradas na Córsega, França, Espanha, Carolina do Norte (EUA), Mauritânia, São Tomé e Príncipe, Ilhas dos Açores e Canárias.

## Sinonímia
= Lithothamnion tenuissimum    Foslie, 1900